# کارلوس براچو
کارلوس براچو (اسپانیایی: Carlos Bracho‎؛ ‏ ۶ اکتبر ۱۹۳۷) بازیگر و نویسنده اهل مکزیک است. وی از سال ۱۹۵۴ میلادی تاکنون مشغول فعالیت بوده‌است.
از فیلم‌ها یا برنامه‌های تلویزیونی که وی در آن نقش داشته‌است، می‌توان به صلیب ماریسا کروسس و آنتونیتا اشاره کرد.